# Bildmakarna
Bildmakarna (po polsku dosłownie: Twórcy obrazu) – szwedzki dramat telewizyjny z 2000 w reżyserii Ingmara Bergamana. Autorem scenariusza jest Per Olov Enquist.
Sztuka, na której oparto scenariusz, została napisana dla Królewskiego Teatru Dramatycznego w Sztokholmie, gdzie jej wystawienia podjęła się ta sama obsada, która zagrała później w filmie. Premiera na deskach teatru odbyła się 13 lutego 1998, zaś jej reżyserem był Ingmar Bergman. Duży sukces spektaklu doprowadził do jego adaptacji przez szwedzką telewizję publiczną SVT w roku 2000. Reżyserem filmu został Bergman.

## Obsada
- Anita Björk jako: Selma Lagerlöf
- Elin Klinga jako: Tora Teje
- Lennart Hjulström jako: Victor Sjöström
- Carl-Magnus Dellow jako: Julius Jaenzon
- Henrik Nyberg jako: mężczyzna obsługujący projektor filmowy

## Fabuła
Bildmakarna przedstawia nietypowe spotkanie czterech znanych, szwedzkich artystów: pisarki Selmy Lagerlöf, aktorki Tory Teje, reżysera Victora Sjöströma i operatora filmowego Juliusa Jaenzona. Akcja toczy się w roku 1920 wewnątrz studia filmowego, gdzie Sjöström, wielki reżyser kina niemego, nagrywa swoją nową produkcję, zatytułowaną Furman śmierci. Film ten jest adaptacją popularnej powieści Körkarlen, autorstwa obecnej na spotkaniu Selmy Lagerlöf, laureatki literackiej Nagrody Nobla. Pisarka została zaproszona przez reżysera do obejrzenia kilku pierwszych scen.